# Liste der Monuments historiques in Troguéry
Die Liste der Monuments historiques in Troguéry führt die Monuments historiques in der französischen Gemeinde Troguéry auf.

## Liste der Bauwerke
| Bezeichnung                                              | Beschreibung                              | Standort | Kennzeichnung | Schutzstatus | Datum | Bild           |
| -------------------------------------------------------- | ----------------------------------------- | -------- | ------------- | ------------ | ----- | -------------- |
| Moulin du Cosquer                                        | Mühle, erbaut 1840/41                     | (Lage)   | PA22000009    | Classé       | 1999  |                |
| Manoir de Kerandraou mit Taubenturm Manoir de Kerandraou | Herrenhaus, erbaut ab dem 14. Jahrhundert | (Lage)   | PA00089774    | Classé       | 2003  | weitere Bilder |

## Liste der Objekte
- Monuments historiques (Objekte) in Troguéry in der Base Palissy des französischen Kultusministeriums